# عبد الحسين هوشمند راد
عبد الحسين هُوشْمَنْد رَادْ الشيرازي (بالفارسية: عبدالحسین هوشمند راد شیرازی) (19 مايو 1892 - 15 يناير 1946) كاتب مقالات وسيرة إيراني، اشتهر في ثلاثينيات وأربعينيات القرن العشرين متأثرا بالاشتراكية والليبرالية.

## سيرته
ولد عبد الحسين هوشمند-راد بن محمد حسن بن زمان بن محمد هادي بن المولى في 21 شوال 1309 /19 مايو 1892 في مدينة شيراز ودرس بها مقدمات وأساسيات ولغات العربية والإنجليزية والروسية ثم رغب بأدب الفارسي والتاريخ والسياسة ودرس على بعض من العلماء. وفي عام 1907 سجل في الحزب الديمقراطي لمقاطعة فارس وكان من أعضاءه النشطين. وفي بداية الحرب العالمية الأولى، أكمل خدمته العسكرية في قوات جنوب إيران كضابط. اشتغل مترجما في القنصلية اتحاد الجمهوريات السوفيتية الاشتراكية في شيراز بعد ترك الخدمة العسكرية ثم مديرا لمكتب مستشفى مرسلين. من سنة 1919 حتی 1928 كان يمر باستمرار إلى مكتبة الركن زادة وكان من أصدقاء مقربين له. أسس جمعية الأدبية حافظيون في أواخر حياته. توفي في يوم 11 صفر 1365/ 15 يناير 1946 بسبب تسمم في شيراز ودفن في مزار شاه داعي إلى الله. 

## مؤلفاته
- حياة واسموس الألماني
- حياة حسن المدرس الأصفهاني
- المقالات [1]